# Pierrelaye
Pierrelaye is een gemeente in het Franse departement Val-d'Oise (regio Île-de-France) en telt 7224 inwoners (2004). De plaats maakt deel uit van het arrondissement Pontoise.

## Geografie
De oppervlakte van Pierrelaye bedraagt 9,2 km², de bevolkingsdichtheid is 785,2 inwoners per km².
De onderstaande kaart toont de ligging van Pierrelaye met de belangrijkste infrastructuur en aangrenzende gemeenten.

## Demografie
Onderstaande figuur toont het verloop van het inwonertal (bron: INSEE-tellingen).